# Nadezjda Konjajeva
Nadezjda Jefimovna Konjajeva (ryska: надеҗда Ефиовна Коняева), född 5 oktober 1931 i Kursk oblast, är en före detta sovjetisk friidrottare.
Konjajeva blev olympisk bronsmedaljör i spjutkastning vid sommarspelen 1956 i Melbourne.